# Beaucarnea recurvata
Beaucarnea recurvata é uma espécie de planta da família Asparagaceae e do gênero botânico Beaucarnea, cujo nome é dedicado ao colecionador de suculentas Jean-Baptiste Beaucarne acrescentado do termo recurvata, que em Latim significa "curvada sobre si mesma", fazendo alusão às folhas da planta.

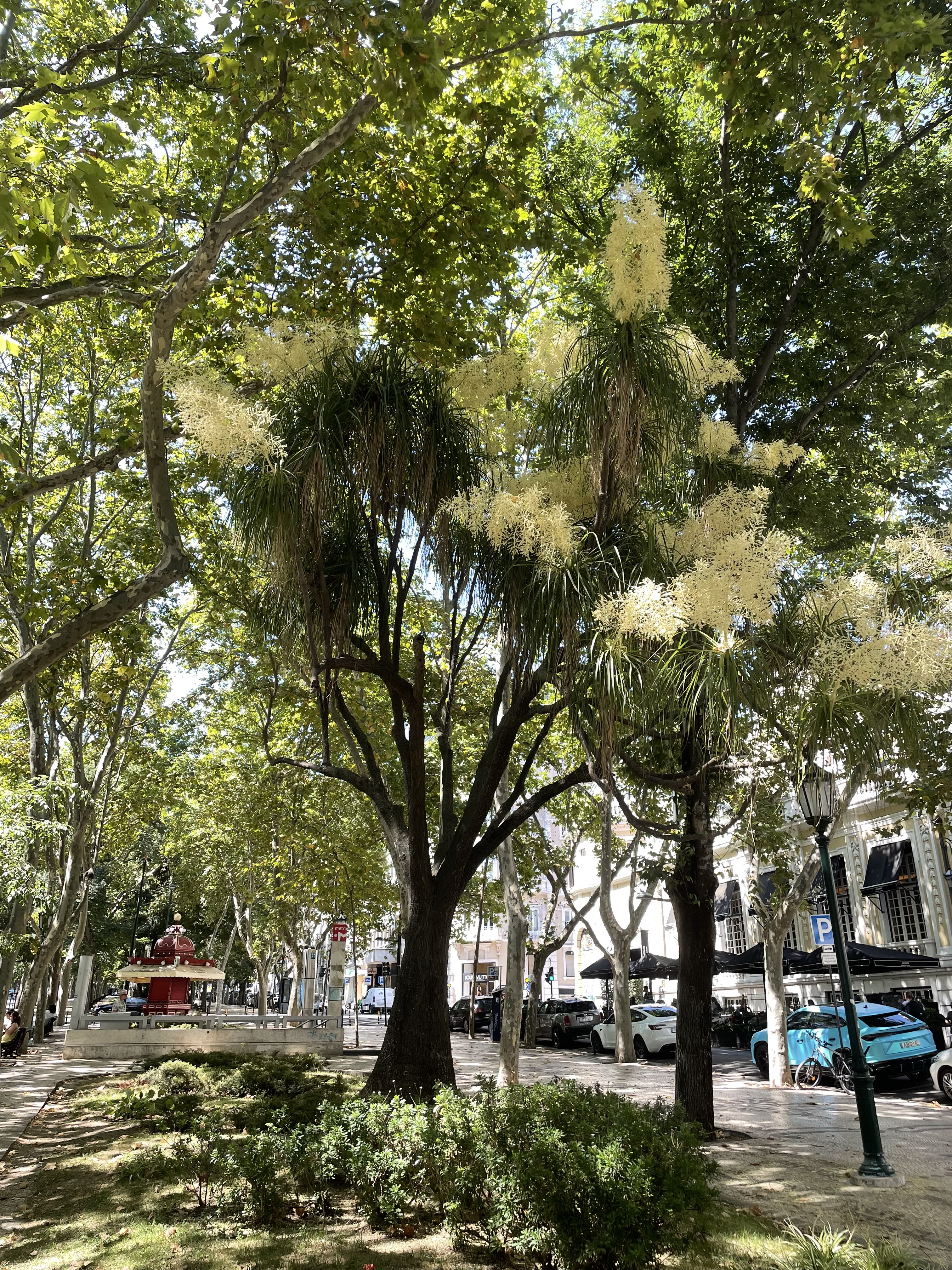
Exemplar em flor cultivado na Avenida da Liberdade, Lisboa

É comumente chamada Pata-de-elefante ou Nolina, usada como planta ornamental e em paisagismo.
É uma planta de crescimento lento, dióica perenifólia, com folhas finas, muito longas e recurvadas em seu ápice. Seu tronco tem aparência rugosa e é maior na parte inferior (Cáudice), onde armazena água. Por conta dessa característica é uma planta que resiste à estiagem e calor intenso. 
Suas inflorescências surgem apenas na planta adulta (10 anos ou mais) e se apresentam em um cacho formado por pequenas flores brancas e possuem um suave perfume.
É uma espécie nativa do leste do México, nos estados de Tamaulipas,Veracruz e San Luis Potosí, onde está em risco de extinção.
É uma planta de sol pleno. Não tolera solos encharcados, o que leva à podridão das raízes; portanto deve ser plantada em solo mais arenoso e drenante. Adubar com NPK 10-10-10 mensalmente e aguardar o solo secar totalmente entre as regas.